# Chemilly-sur-Serein
Chemilly-sur-Serein és un municipi francès, situat al departament del Yonne i a la regió de Borgonya - Franc Comtat. L'any 2007 tenia 179 habitants.

## Demografia

### Població
El 2007 la població de fet de Chemilly-sur-Serein era de 179 persones. Hi havia 78 famílies, de les quals 22 eren unipersonals (9 homes vivint sols i 13 dones vivint soles), 30 parelles sense fills, 22 parelles amb fills i 4 famílies monoparentals amb fills.
La població ha evolucionat segons el següent gràfic:
Habitants censats

### Habitatges
El 2007 hi havia 116 habitatges, 75 eren l'habitatge principal de la família, 23 eren segones residències i 18 estaven desocupats. 114 eren cases, 1 molí (cassemouche) i 2 eren apartaments. Dels 75 habitatges principals, 66 estaven ocupats pels seus propietaris, 1 propietari al molí de cassemouche,

### Piràmide de població
La piràmide de població per edats i sexe el 2009 era:
| Homes | Edats   | Dones |
| ----- | ------- | ----- |
| 0     | 95 o +  | 0     |
| 0     | 90 a 94 | 0     |
| 0     | 85 a 89 | 8     |
| 0     | 80 a 84 | 0     |
| 8     | 75 a 79 | 12    |
| 4     | 70 a 74 | 16    |
| 4     | 65 a 69 | 0     |
| 4     | 60 a 64 | 0     |
| 8     | 55 a 59 | 4     |
| 0     | 50 a 54 | 4     |
| 4     | 45 a 49 | 4     |
| 8     | 40 a 44 | 4     |
| 8     | 35 a 39 | 8     |
| 0     | 30 a 34 | 0     |
| 8     | 25 a 29 | 4     |
| 8     | 20 a 24 | 4     |
| 4     | 15 a 19 | 8     |
| 8     | 10 a 14 | 8     |
| 4     | 5 a 9   | 0     |
| 0     | 0 a 4   | 0     |

## Economia
El 2007 la població en edat de treballar era de 99 persones, 79 eren actives i 20 eren inactives. De les 79 persones actives 74 estaven ocupades (32 homes i 42 dones) i 4 estaven aturades (4 homes). De les 20 persones inactives 4 estaven jubilades, 10 estaven estudiant i 6 estaven classificades com a «altres inactius».

### Ingressos
El 2009 a Chemilly-sur-Serein hi havia 69 unitats fiscals que integraven 168 persones, la mediana anual d'ingressos fiscals per persona era de 21.484 €.

### Activitats econòmiques
Dels 8 establiments que hi havia el 2007, 1 era d'una empresa de construcció, 3 d'empreses de comerç i reparació d'automòbils, 1 d'una empresa d'hostatgeria i restauració, 1 d'una entitat de l'administració pública i 2 d'empreses classificades com a «altres activitats de serveis».
Dels 3 establiments de servei als particulars que hi havia el 2009, 1 era una lampisteria, 1 perruqueria i 1 restaurant.
L'any 2000 a Chemilly-sur-Serein hi havia 21 explotacions agrícoles que ocupaven un total de 705 hectàrees.

## Poblacions més properes
El següent diagrama mostra les poblacions més properes.